# Simone Molinaro
Simone Molinaro (ca. 1565 - 1634 fue un compositor italiano del Renacimiento, conocido principalmente por su obra para laúd, del que era un consumado tañedor.

## Biografía
Nació en Génova, recibió sus primeras enseñanzas musicales de su tío, el compositor, laudista y sacerdote Giovanni Battista dalla Gostena, Maestro de Capilla de la Catedral de Génova. En 1593, Gostena fue asesinado y Molinaro lo sustituyó como Maestro de Capilla a partir de 1599. Ese mismo año publicó Intavolatura di liuto, con obras para laúd propias y de su tío, estas composiciones muestran gran dominio de la escritura, con pasajes en los que existen avanzadas armonías cromáticas. Compuso asimismo numerosas obras sacras corales, muchas de las cuales se han perdido. Sin embargo si se conservan algunos motetes a 5 voces procedentes de la colección de Hasler and Schadaeus. Como editor publicó los madrigales de Carlo Gesualdo en 1613.

## Obra

### Laúd
- Intavolatura di liuto libro 1, Venecia, 1599

### Música vocal profana
- Il 1 libro di canzonette a 3 e 4 voci, Venecia, 1595
- Il 1 libro de Madrigali a 5 voci, Venecia, 1599
- Il 2 libro delle Canzonette a 3 voci, Venecia, 1600
- Madrigali a 5 voci, Loano 1615

### Música vocal sacra
- Motectorum quinis et Missae denis vocibus liber I, Venecia, 1597
- Il 2 libro de Mottetti a 8 voci, Milán, 1601
- Il 1 libro de mottetti a 5 voci, con la partitura per sonar l'organo, Milán, 1604
- Il 1 libro de Magnificat a 4 voci, con basso continuato, Milán, 1605
- Concerti ecclesiastisi a 2 e a 4 voci...con la sua part. per l'organo, Venecia, 1605
- Il 3 libro de Mottetti a 5 voci con il basso continuato, Venecia, 1609
- Fatiche spirituali...libro 1 a 6 voci, Venecia, 1610
- Fatiche spirituali....libro 2 a 6 voci, Venecia, 1610
- Concerti a 1 e 2 voci con la part. per l'organo, Milán, 1612
- Passio Domini Iesu Christi secundum Matthaeum, Marcum, Lucam, et Ioannem, Loano, 1616